# Andechs
Andechs település Németországban, azon belül Bajorországban. Lakosainak száma 3865 fő (2023. december 31.). Andechs Pähl és Herrsching am Ammersee községekkel határos.

## Népesség
A település népessége az elmúlt években az alábbi módon változott:
| Lakosok száma | 1867 | 1291 | 3298 | 3386 | 3473 | 3527 | 3686 | 3751 | 3866 | 3865 |
|               | 1970 | 1975 | 2011 | 2012 | 2014 | 2015 | 2017 | 2019 | 2022 | 2023 |

## Fekvése
Starnbergtől kissé délnyugatra fekvő település.